# Émile Legrand
Pour les articles homonymes, voir Legrand.
Émile Legrand, né le 30 décembre 1841 à Fontenay-le-Marmion dans le Calvados et mort le 28 novembre 1903 à Paris, est un helléniste français, spécialiste de grec médiéval et de grec moderne, bibliographe, professeur à l'École des langues orientales à Paris.

## Biographie
Émile Louis Jean Legrand est né le 30 décembre 1841 à Fontenay-le-Marmion, un village d'un peu plus de 700 habitants dans le Calvados. Fils d'un menuisier et d'une dentellière, il est destiné à la prêtrise, étudie aux petits séminaires de Bayeux et de Lisieux, puis au lycée de Caen ; en 1867, il décide de poursuivre des études de langue et littérature grecques à Paris.
Pendant son enfance, il est marqué par l'écoute des chansons de sa mère pendant qu'elle travaillait avec ses voisines ; il fera une collecte de 49 chansons en 1876 et les envoie à Gaston Paris qui les publie en 1881 dans la revue Romania ; c'est le seul document qui répertorie les chansons des dentellières de Normandie,.
Émile Legrand effectue en 1875 une mission en Grèce pour y collecter des matériaux littéraires et linguistiques,. Il est nommé en novembre 1876 répétiteur à l'École des langues orientales ; de 1886 à sa mort, il y est titulaire de la chaire de grec moderne, succédant à Emmanuel Miller et avant Jean Psichari,. Il y a pour élèves Hubert Pernot et Dirk Christiaan Hesseling.
Legrand se fait un nom dans le domaine de l'hellénisme français, par ses publications sur la langue grecque médiévale et moderne ; il publie en editio princeps de nombreux textes grecs du Moyen Âge et du XVIe siècle, notamment le Digénis Akritas, un poème épique byzantin du XIIe siècle, les poèmes de Théodore Prodrome du XIIe siècle, la grammaire grecque de Nicolas Sophianos, l'Iliade d'Hermoniakos, une paraphrase byzantine du XIVe siècle de l'Iliade. Il crée en 1869 aux éditions Maisonneuve une « Collection de monuments pour servir à l'étude de la langue néo-hellénique »,. Il accorde une attention particulière aux chants populaires, en grec ou en en griko, un dialecte grec qui comporte des similarités avec l'italien et le salentin, parlé dans le sud de l’Italie ; avec le Recueil de chansons populaires grecques publié en 1874, qui contient 147 chansons, Legrand donne la  première édition scientifique de la poésie populaire grecque.
Il publie en 1885 une bibliographie des ouvrages grecs imprimés au XVe siècle (incunables) et à la Renaissance, puis commence la bibliographie pour les ouvrages grecs imprimés au XVIIIe siècle, qui est inachevée à sa mort. Le premier tome  est complété et publié en 1917 par Louis Petit et Hubert Pernot ; l'ouvrage obtient le prix Brunet de l'Académie des inscriptions et belles-lettres. Le second tome est publié en 1928.
En 1895, il démonte dans sa Bibliographie hellénique et le Dossier Rhodocanakis les prétentions de Dimítrios Rodokanákis comme prétendant au trône de l'empire byzantin en démontrant, malgré les dénégations de ce dernier, qu'il a inventé un ouvrage Historia Genealogica dell'antichissima et augustissima casa Duca-Angelo-Comnena-Paleologa-Rhodocanakis, prétendument publié en 1650.

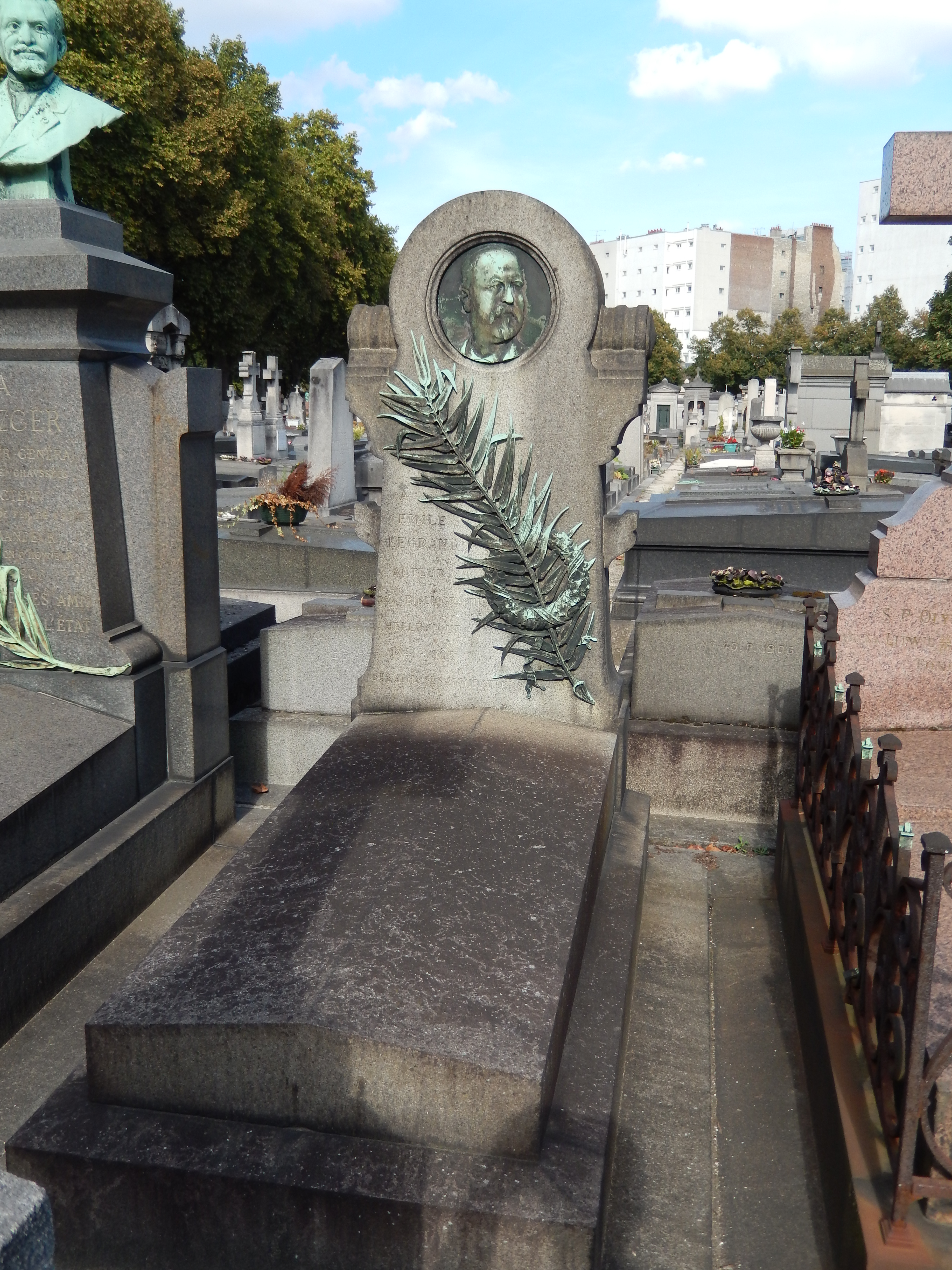
Tombe d'Émile Legrand au cimetière du Montparnasse (division 27).

Legrand meurt le 28 novembre 1903 à Paris dans le 5e arrondissement ; il est inhumé au cimetière du Montparnasse (division 27, petit cimetière).

## Publications

### Éditions de textes
- Le combat des éléments par Jean Rizos et histoire lamentable du marchand Eustache, Paris, Maisonneuve, coll. « Collection de monuments pour servir à l'histoire de la langue néo-hellénique » (no 7), 1869, 23 p. (lire en ligne).
- Νικόλαος Σοφιανός. Γραμματικὴ τῆς κοινῆς τῶν Ἑλλήνων γλώσσης [« Nicolas Sophianos. Grammaire de la langue grecque courante »], Athènes, Pandora,‎ 1870 ; seconde édition : Nicolas Sophianos. Grammaire du grec vulgaire et traduction en grec vulgaire du traité de Plutarque, Paris, Maisonneuve, coll. « Collection de monuments pour servir à l'histoire de la langue néo-hellénique » (no 2), 1874, 127 p.
- Chansons et contes populaires de la Calabre traduit en français, Paris, Maisonneuve, coll. « Collection de monuments pour servir à l'étude de la langue néo-hellénique » (no 14), 1870, XII-55 p. (lire en ligne).
- avec Jules Lair : Documents inédits sur l’histoire de la Révolution française. Correspondances de Paris, Vienne, Merlin, Varsovie, Constantinople, Paris, Maisonneuve, 1872, 132 p. (lire en ligne)Legrand publie p. 1-79 Lettres de Constantin Stamaty à Panagiotis Kodrikas sur la Révolution française, janvier 1793, publiées pour la première fois d’après les manuscrits originaux.
- Recueil de chansons populaires grecques publiées et traduites pour la première fois, Paris, Maisonneuve, coll. « Collection de monuments pour servir à l'histoire de la langue néo-hellénique » (no 1), 1874, XLIII-376 p. (lire en ligne).
- avec Emmanuel Miller : Trois poèmes vulgaires de Théodore Prodrome publiés pour la première fois, avec une traduction française, Paris, Maisonneuve, coll. « Collection de monuments pour servir à l'histoire de la langue néo-hellénique » (no 7), 1875, 44 p..
- Les oracles de Léon le Sage. La bataille de Varna. La prise de Constantinople. Poèmes en grec vulgaire publiés pour la première fois d'après les manuscrits de la Bibliothèque nationale, Paris, Maisonneuve, coll. « Collection de monuments pour servir à l'histoire de la langue néo-hellénique » (no 5), 1875, 110 p..
- avec Konstantínos N. Sathas : Les exploits de Basile Digénis Acritas, épopée byzantine du dixième siècle, publiée pour la première fois d'après le manuscrit unique de Trébizonde, Paris, Maisonneuve et Cie, coll. « Collection de monuments pour servir a l'étude de la langue néo-hellenique » (no 6), 1875, CLII-299 p.

réédition en 1892 : Les exploits de Basile Digénis Acritas, épopée byzantine. Publiée d'après le manuscrit de Grotta-Ferrata, Paris, Maisonneuve, coll. « Bibliothèque grecque vulgaire » (no 6), 1892, XXII-146 p. (lire en ligne).
- Recueil de poëmes historiques en grec vulgaire, relatifs à la Turquie et aux principautés danubiennes, Paris, Ernest Leroux, coll. « Publications de l'École des langues orientales vivantes » (no 5), 1877, XLIII-371 p. (lire en ligne).
- Recueil de contes populaires grecs, Paris, Ernest Leroux, coll. « Collection de contes et chansons populaires » (no 1), 1881.
- « Chansons populaires recueillies en octobre 1876 à Fontenay-le-Marmon, arrondissement de Caen (Calvados) », Romania, no 10,‎ 1881, p. 365-396 (lire en ligne).
- Epistolaire grec, ou Recueil de lettres adressées pour la plupart à Chrysanthe Notares, Paris, Maisonneuve, coll. « Bibliothèque grecque vulgaire » (no 4), 1888[18].
- La guerre de Troie : poème du XIVe siècle en vers octosyllabes par Constantin Hermoniacos, publiée d'après les manuscrits de Leyde et de Paris (édition de l'Iliade d'Hermoniakos), Paris, Maisonneuve, coll. « Bibliothèque grecque vulgaire » (no 5), 1890, XIII-480 p. (lire en ligne).
- Cent dix lettres grecques de François Filelfe, publiées intégralement pour la première fois, d'après le Codex Trivulzianus 873, Paris, Ernest Leroux, coll. « Publications de l'École des langues orientales vivantes » (no 12), 1892, XI-391 p. (lire en ligne).
- avec Hubert Pernot :
  - Sonnets d'Étienne Martzokis (el), Paris, imprimerie Firmin-Didot,‎ 1899, 52 p. (tiré à 160 exemplaires non mis dans le commerce).

### Études
- Documents inédits concernant Rhigas Vélestinlis et ses compagnons de martyre, tirés des archives de Vienne, Paris, 1892tirage à part de l'Annuaire de la Société historique de Grèce.
- Dossier Rhodocanakis : étude critique de bibliographie et d'histoire littéraire, Paris, Alphonse Picard, 1895, 205 p. (lire en ligne).
- Fac-similés d'écritures grecques du dix-neuvième-siècle, Paris, Garnier frères, 1901, 110 p.